# Clara Nef
Pour les articles homonymes, voir Nef.
Clara Nef, née le 26 juin 1885 à Herisau et morte le 19 août 1983 dans la même ville, est une militante des droits des femmes suisse du canton d'Appenzell Rhodes-Extérieures.

## Biographie

### Origines et famille
Clara Nef naît le 26 juin 1885 à Herisau dans le canton d'Appenzell Rhodes-Extérieures. Elle est originaire du même lieu.
Elle est la fille de Johannes Nef et d'Anna Nef née Hohl et la petite-fille de Johann Jakob Hohl (de), homme d'affaires et ancien conseiller aux États.
Elle reste célibataire toute sa vie.

### Enfance, formation et parcours professionnel
Elle grandit à Berne jusqu'au décès prématuré de son père en 1892, d'une tuberculose. Sa mère décide alors de retourner dans sa ville natale de Herisau. Clara, sa mère et sa sœur y vivent sous la responsabilité du grand-père paternel.
Clara Nef suit une formation à l'école de commerce de Neuchâtel et devient secrétaire d'hôtel. Elle travaille dans différentes stations suisses puis devient gouvernante de la majestueuse Villa Cassel à Riederalp en 1913. L'homme d'affaires britannique Ernest Cassel y accueille des invités prestigieux. Clara Nef y rencontre par exemple Winston Churchill. Lorsque la Première Guerre mondiale éclate, Ernest Cassel quitte Riederalp et Clara retourne à Herisau.

### Activités caritatives et féministes
De retour à Herisau, elle s'investit dans des activités caritatives. En 1916, elle fonde la section Pro Juventute d'Appenzell Rhodes-Extérieures, qu'elle dirige. Deux ans plus tard, en 1918, elle fonde le comité appenzellois de secours aux enfants des écoles, dont elle prend également la présidence. Elle s'intéresse de plus en plus au mouvement des femmes suisses.
En 1929, une année après la première SAFFA (exposition suisse du travail des femmes), elle fonde le Centre de liaison des associations féminines d'Appenzell Rhodes-Extérieures, qu'elle préside jusqu'en 1963.
À partir de 1931, Clara Nef organise avec sa collaboratrice Alice Rechsteiner (de) la confection de pantalons pour garçons à domicile afin de lutter contre le chômage des femmes. En organisant la vente de ces pantalons dans toute la Suisse, elle se fait connaître au niveau national. À partir de 1932, elle est membre du comité de l'Alliance de sociétés féminines suisses (ASF), dont elle est présidente de 1935 à 1944 puis vice-présidente (1944-1947).
Avec le pasteur Paul Vogt (de), elle fonde en 1933 le foyer social protestant « Sonneblick » à Walzenhausen (dans le canton d'Appenzell Rhodes-Extérieures), où elle aide des personnes dans le besoin jusqu'à longtemps après la guerre. Pendant la Seconde Guerre mondiale, elle travaille au Service complémentaire féminin et défend une politique plus humaine envers les réfugiés.
De 1937 à 1948, elle représente l'ASF à la commission pour la paix et au tribunal d'arbitrage de l'Association internationale des femmes. Elle préside la Ligue suisse des femmes abstinentes (de) de 1945 à 1955.

### Mort
Elle décède à presque cent ans, en 1983, dans sa ville natale de Herisau.